# Каннам

Адміністративний поділ

Район Каннам або Каннам-ґу (кор. 강남구, 江南區) — один із 25 ґу, що складають місто Сеул, Південна Корея. Каннам буквально означає «південь ріки». Район Каннам — третій за величиною район Сеулу, площа якого становить 39,5 км². За даними перепису 2017 року населення в районі Каннам становило 561 052 жителів.

## Адміністрація
Каннам є одним із трьох ґу, які утворюють Великий район Каннам, разом із сусідніми районами Сочхо та Сонпа. Разом, ці три ґу охоплюють приблизно 120 км², тобто приблизно 20 % площі Сеулу, і станом на 2010 рік там проживало 1 567 881 осіб, що становило 15 % від його населення.
Офіс району Каннам визначив дві зони, де палити заборонено. Перша — це ділянка бульвару Каннам між виходом № 2 станції Каннам другої лінії Сеульського метрополітену та виходом № 5 станції Сіннонхьон дев'ятої лінії. Друга — це 836-метрова ділянка тротуару вздовж бульвару Єндун від виходу № 5 станції Самсон другої лінії, біля виставкового центру COEX та вежі ASEM комплексу COEX.

### Адміністративний поділ
Район Каннам складається з 26 тонів:
- Апґуджон
- Чондам 1, 2
- Дечі 1, 2, 3, 4
- Доґок 1, 2
- Ґепо 1, 2, 3
- Ірвон 1, 2
- Ірвон бон
- Нонхйон 1, 2
- Самсон 1, 2
- Сеґок
- Шінса
- Сусо
- Йоксам 1, 2

## Економіка
Великий район Каннам і сам Каннам широко відомі своїм сильно сконцентрованим багатством та дуже високим рівнем життя, порівнянний з такими містами, як Беверлі-Хіллз, Каліфорнія. Найважливішим показником є надзвичайно дорога нерухомість. В цілому, Сеул відомий своїми високими цінами на житло. Станом на 2011 рік, середня вартість квартири була близько 5500$ за м2, але середня ціна в Каннам-ґу була майже в два рази більше, приблизно 10,000$ за м2, що в 3,5 разів більше за середній показник по країні. Що стосується вартості землі, то лише 40 км2 землі району Каннам мають таку ж цінність, як уся земля міста Пусан, другого за величиною міста Південної Кореї. У поєднанні з сусідніми районами Сочхо і Сонпа, Великий район Каннам вартий майже 10 % від вартості всієї землі Південної Кореї.
Хоча традиційні ділові центри Сеула, такі як Центральний район, район Йонно, район Йонсан та район Йондинпо, як і раніше зберігають свою провідну роль, Каннам та сусідні райони швидко стали новим ядром у всіх сферах бізнесу за останні кілька десятиліть. Серед компаній KOSPI 200, що базуються в районі Каннам, є KEPCO, GS Group, Hyundai Department Store Group, HITEJinro, Hansol, Hankook Tire, GLOVIS та Korea Zinc Corporation. Крім того, POSCO також управляє POSCO-центром у Тегеранській долині, а KT&amp;G — управляє Космо-вежею. Серед інших відомих компаній, що базуються в Каннамі, є Dongbu Fire Insurance, Young Poong Group, T'way Airlines та Hankook P&G. У місті Каннам також є багато ІТ та інших компаній, пов'язаних з Інтернетом, включаючи NC Soft та Pandora TV. Також, Каннам є потужним центром фінансового та банківського секторів країни. Багато міжнародних компаній також володіють ключовими офісами в Каннамі, включаючи Google, IBM, Toyota та AMI.
Із січня 2012 року в районі також присутня компанія FNC Entertainment, яка переїхала у власний офіс в Чонгдам-тон, окремо від материнської компанії в будівлі CJ E&M Music Performance Division у сусідньому Апґджуон-тоні. Інші розважальні компанії, розташовані в Каннамі, включають SM Entertainment, JYP Entertainment, Cube Entertainment, Pledis Entertainment, LOEN Entertainment, Source Music, Plan A Entertainment, DSP Media, MBK Entertainment, Nega Network, C-JeS Entertainment, WM Entertainment, NH Media, J. Tune Entertainment, TOP Media, Happy Face Entertainment, Dream Tea Entertainment, Polaris Entertainment, Jellyfish Entertainment, DR Music та Stardom Entertainment.
Корейська дочірня компанія American Megatrends, AMI Korea, має головний офіс у Дечі-тоні, в районі Каннам.

### Економічний розвиток
До початку 1980-х років Каннам і сусідні з ним райони залишалися найменш розвиненими в Сеулі, але надзвичайний розвиток за останні 30 років приніс йому репутацію однієї з найбільш багатих, динамічних і впливових зон як у Сеулі, так і в Південній Кореї.
Крім того, у виставковому центрі COEX в районі Каннам нещодавно відбулося кілька міжнародних конференцій, таких як саміт G-20 2010 року та саміт ядерної безпеки 2012 року.

## Освіта
Південна Корея відома своїми високими стандартами щодо освіти та жорсткою конкуренцією за вступ до університетів. Каннам вважається національною столицею освіти, що робить цей район дуже привабливим напрямком у Південній Кореї. У 2010 році приблизно 6 % успішних кандидатів у Сеульський національний університет, який вважається найкращим університетом Південної Кореї, були з району Каннам, тоді як населення Каннама становить лише 1 % населення країни. У 2008 році, 22,7 з 1000 студентів у районі Каннам поїхали навчатися за кордон, тоді як середній коефіцієнт по країні за той самий термін становив лише 3,6 на 1000 студентів. Після значного підвищення авторитету району Каннам на міжнародному рівні, район став популярним місцем для іноземних студентів, які шукають уроки корейської мови. Це ознаменувало підйом Кореї як напряму «навчального туризму».
Міжнародні школи:
- Корейська Міжнародна Школа (한국외국인학교)
- Міжнародна Школа Академії Сеула (서울아카데미국제학교)

Колишні школи:
- Японська школа в Сеулі[17]

## Пам'ятки
Важливий діловий район навколо Тегеран-ро (вулиця Тегеран) проходить на схід-захід від станції Каннам до станції Самсон та виставкового центру COEX — комплексу Корейського світового торгового центру. Кілька популярних торгових та розважальних зон розташовані в районі Каннам, включаючи Апґуджон, торговельний центр COEX та зону навколо станції Каннам та Ґаросуґіль.
Чондам-тон відзначається як розкішна торгова зона з магазинами світових та місцевих брендів, таких як флагманський магазин MCM Haus, «Vera Wang Bridal Korea», а також французький ювелірний бренд Maison Cartier, магазин котрого розташований на Апґуджон-ро та який є найбільшим у Кореї. Крім того, на момент відкриття у 2008 році він був сьомим за величиною у світі.
У районі є велика кількість вегетаріанських та інших висококласних ресторанів, де подають корейські страви із сучасним оформленням.

## Транспорт
Район Каннам обслуговується другою лінією, третьою лінією, сьомою лінією, дев'ятою лінією, лінією Пундан та лінією Сінпундан Сеульського Метрополітену.
- Korail

- Лінія Пундан

(Сондон-ґу) ← Апґуджонґродо — Офіс Каннам-ґу — Сонджонрин — Соллин — Ханті — Доґок — Ґурйон — Ґепо-тон — Демосан — Сусо → (Сонпа-ґу)
- Сеульський Метрополітен

- Друга лінія — Кругова лінія Ильджіро

(Сонпа-ґу) ← Самсон — Соллин — Йоксам — Каннам → (Сочхо-ґу)
- Третя лінія

(Сондон-ґу) ← Апґуджон — Шінса → (Сочхо-гу) ← Мебон — Доґок — Дечі — Ханнйоуль — Дечон — Ірвон — Сусо — (Сонпа-ґу)
- Лінія Сінбундан

(Сочхо-ґу) ← Каннам
- Сьома лінія

(Ґванджін-ґу) ← Чхондам — Офіс Каннам-ґу — Хак-тон — Нонхйон → (Сочхо-ґу)
- Дев'ята лінія

(Сочхо-ґу) ← Шіннонхйон ← Онджу ← Сонджоннин ← Самсон Джунан ← Бонинса

## Фестивалі
У районі Каннам проводяться декілька фестивалів:
- Міжнародний фестиваль марафону миру у жовтні
- Каннамський фестиваль моди у жовтні
- Спортивний фестиваль для жителів району Каннам у травні
- Фестиваль Демосан

Після антиамериканських протестів у Сеулі на початку 2000-х років місцева влада в районі Каннам організовувала різні культурні та спортивні заходи, такі як Міжнародний марафон миру, спільно з United States Forces Korea. У 2009 році армія США нагородила місцеву владу за сприяння культурному обміну з американськими військами.

## Популярна культура
- Кавова мережа Caffè Pascucci в Апґучжон-тоні була використана як один з основних знімальних майданчиків драми «Beautiful Days» Сеульської телерадіокомпанії, в якій зіграли Лі Бьон-Хун, Чой Джи-Ву, Рю Сі-Вон, Сін Мін А Лі Юнг Хен та Лі Ю Цзінь[25].
- Кілька станцій метро в Каннамі та прилеглих районах використовувались як місця зйомок для голлівудського фільму 2012 року «Спадок Борна»[26].
- K-pop пісня 2012 року «Gangnam Style» південнокорейського артиста Psy була натхненна Каннам-ґу, і її кліп був знятий в цьому районі[27]. Популярність пісні та відео збільшила міжнародну обізнаність про це місце. У музичному кліпі можна побачити, як Psy танцює на вершині вежі ASEM із Торговою вежею на задньому плані. Ці дві будівлі є частиною Всесвітнього торгового центру в Сеулі (WTC Seoul), також відомого як COEX[28].
- У грудні 2012 року Чеонгдам-донг був місцем зйомок серіалу «Cheongdam-dong Alice». У головній ролі зіграли Мун Гин-Йон, Пак Сі-Ху, Со І-Хен та Кім Джи-Сеок[29].
- У травні 2013 року відділення «10 Corso Como» в Чхондам-тоні було використано як місце зйомок музичного кліпу Psy «Gentleman»[30].